# NGC 2007
NGC 2007 è una galassia a spirale situata nella costellazione del Pittore, a una distanza di circa 220 milioni di anni luce dalla nostra Via Lattea.

## Scoperta
La galassia è stata scoperta il 27 dicembre 1834 dall'astronomo britannico John Herschel.

## Descrizione
NGC 2007 ha una classe di luminosità III e presenta una larga riga a 21 cm dell'idrogeno neutro.
Nella galassia sono presenti anche regioni di idrogeno ionizzato.
Secondo Soares e colleghi, NGC 2007 e NGC 2008 formerebbero una coppia di galassie, ma la distanza di NGC 2008 è di 498,7 milioni di anni luce, cioè sensibilmente superiore a quella di NGC 2007. Le due galassie pertanto formano semplicemente una coppia visuale.